# Ramón Músquiz
Don Ramón Músquiz (Coahuila; 1797-Monclova; 1867) fue el jefe político de Texas de 1828 a 1834 y en 1835. Promovió la expansión de Texas y las relaciones pacíficas entre su población, independientemente de sus orígenes. Músquiz también fue nombrado gobernador de Coahuila y Texas en junio de 1835 pero no llegó a ocupar el cargo y renunció a él en julio de ese año.

## Biografía

### Primeros años
Don Ramón Isiah Músquiz nació en 1797 en Santa Rosa de Múzquiz, Coahuila. Era hijo de Catarina Gonzales y de Miguel Francisco Músquiz, que era militar. Se crio en San Antonio, Texas, en un lugar habitado por soldados del presidio y colonos de origen español, mexicano y anglosajón, procedentes principalmente del norte de Texas. Procedente de una familia de origen vasco, su vida transcurrió en compañía de frailes misioneros y personas de origen Canario y vasco como él. Entabló amistad con destacadas familias de San Antonio, como los Leal, Arocha o Veramendi.
En 1800, Músquiz luchó contra los filibusteros desde la Casa de Piedra, que convirtió en un cuartel militar donde desarrolló sus operaciones contra ellos. A principios de la década de 1820, Músquiz viajó a varios lugares de la provincia para realizar ciertos negocios en ellos. Tras vivir un tiempo en Monclova, en el estado mexicano de Coahuila, trabajando como administrador de correos, Regresó a San Antonio a finales de 1823, donde abrió una tienda y participó en la política de la ciudad. En julio de 1825 fue nombrado secretario del Gobierno de Texas y Coahuila, ejerciendo como jefe político. Ocupó el cargo hasta agosto de 1827. Al año siguiente, en enero de 1828, y gracias a sus influencias (su amistad con familias prominentes), fue nombrado jefe político de Texas, aunque no ejerció el cargo hasta 1830.

### Carrera como jefe político de Texas
Músquiz defendió los intereses de los colonos estadounidenses de Texas e intentó que se aprobaran sus peticiones, principalmente respecto a la propiedad de esclavos, la práctica del contrabando y su defensa contra los amerindios que atacaban frecuentemente sus comunidades. También trató de resolver los desacuerdos entre los estadounidenses y las autoridades mexicanas del territorio, aunque rechazó la convención de San Felipe, llevada a cabo en octubre de 1832, por considerarla ilegal y se opuso a las tropas angloamericanas. Durante los años de su mandato, en varias de sus cartas al virrey de Nueva España, se quejó del establecimiento de una colonia extranjera en Austin, porque sus habitantes hablaban inglés y no español, el idioma oficial de Texas.
Músquiz dejó el cargo en 1831 o el 7 de julio de 1834, debido a sus problemas de salud. Incluso después de dejar el cargo de jefe político, Músquiz siguió teniendo una participación activa en asuntos políticos a la par que mantenía una gran defensa por México y por el federalismo.
En 1835, fue nombrado vicegobernador de Agustín Viesca. Si bien, no sería hasta después del encarcelamiento de Viesca, en junio de ese año, cuando Músquiz fue nombrado gobernador del estado de Coahuila y Texas. Su nombramiento se realizó en presencia del presidente general Antonio López de Santa Anna. Sin embargo, el general Martín Perfecto de Cos se opuso a su nombramiento, el cual creía que era nulo. Así que Múzquiz nunca llegó a tomar posesión del cargo y presentó su renuncia al mismo alegando "motivos familiares". Ni siquiera el apoyo de una gran parte de los angloamericanos de Texas a su nombramiento como gobernador de una hipotética Texas independiente consiguió que Múzquiz se planteara hacerse cargo de dicho oficio.
Posteriormente, Perfecto de Cos lo reeligió como jefe político de Texas. En diciembre de 1835, Cos le ordenó participar en las negociaciones que iban a tener lugar entre el ejército de Santa Ana, y los anglohablantes de Texas en el Sitio de Béjar. Estas negociaciones se producían tras la guerra entre ambos bandos debido a la declaración de independencia de Texas por parte de los anglohablantes, en octubre de ese año. Músquiz ayudó en la identificación de los cuerpos de las personas que habían muerto defendiendo El Álamo.

### Después de su carrera como jefe político de Texas
En 1836, se trasladó con su familia a la ciudad de Monclova, en Coahuila, México. donde además de experimentar la seguridad de su nación, vivían algunos de sus familiares, entre ellos su hermana Josefa Músquiz, quien era la madre del primer curandero de Monclova, Don Simón Blanco.
Músquiz era conocido por la gente de Monclova por su experiencia en el gobierno de Texas, por lo que fue nombrado prefecto político -aunque como interino- en 1853 y 1858. Además, era uno de los mayores accionistas en cuanto a derechos de agua, en las bolsas de agua de San Francisco y San Miguel (ahora parte del Pueblo), a cuyos habitantes defendió, junto con otras personas de Texas, para proteger las garantías de los gobiernos estatales de Nuevo León y Coahuila hacia ellos, encabezados por el ex residente de Monclova Santiago Vidaurri Valdés.
Mientras lo defendía, el gobierno que representaba exigió la entrega a las autoridades eclesiásticas de todos los fondos de apoyo al ejército del norte, donde combatieron muchos de los habitantes de Monclova. A raíz de esto, en 1857, el padre José María Villarreal Montemayor, reclamó el agua de la Cofradía de la Inmaculada, propiedad de los habitantes del pueblo de San Francisco en Tlaxcala y, aunque le dieron una fuerte suma de dinero, consiguió el título de propiedad. Se negó a entregar el caudal de la cofradía de la Virgen de Zapopan, que previamente repartió entre su familia, por lo que Múzquiz se vio obligado a desterrarlo, enviándolo al exilio (regresó años después). A finales de 1840, Músquiz regresó a Texas para exigir la devolución de las tierras que había dejado al emigrar a Monclova. Tras evacuar a las tropas francesas de Jeaningros en Monclova, murió el 27 de noviembre de 1867.

## Familia
Don Ramón Músquiz se casó con la tejana Francisca Castañeda en San Antonio el 16 de diciembre de 1823, y tuvieron, al menos, ocho hijos en un periodo de más de diez años que abarcó desde 1825 a 1847. Dos de sus hijos nacieron en 1830: Francisca y Ramón Músquiz Castañeda. Este último siguió el ejemplo de su padre, ocupando por largos periodos la jefatura política de Monclova y la alcaldía. Un segundo hijo, Octaviano Múzquiz, fue durante un tiempo alcalde de Monclova, y murió en noviembre de 1871 en un tiroteo.